# Kilmarnock FC
Kilmarnock Football Club (normalt bare kendt som Kilmarnock F.C.) er en skotsk fodboldklub fra Kilmarnock. Klubben spiller i landets bedste liga, den skotske Premier League, og har hjemmebane på Rugby Park. Klubben blev grundlagt i 1869, hvilket gør den til en af de ældste fodboldklubber i Skotland.
Kilmarnock F.C. har gennem tiden vundet ét skotsk mesterskab og tre pokaltitler.

## Spillere
Oversigten er opdateret til og med 19. april 2025
| Nr. | Land       | Position | Spiller               |
| --- | ---------- | -------- | --------------------- |
| 1   | Irland     | MM       | Kieran O'Hara         |
| 2   | England    | FO       | Tom Wilson-Brown      |
| 39  | Skotland   | MI       | Gary Mackay-Steven    |
| 3   | Irland     | FO       | Corrie Ndaba          |
| 4   | Wales      | FO       | Joe Wright            |
| 5   | Skotland   | FO       | Lewis Mayo            |
| 6   | Skotland   | FO       | Robbie Deas           |
| 7   | Skotland   | AN       | Rory McKenzie         |
| 8   | Nordirland | MI       | Brad Lyons            |
| 9   | Nordirland | AN       | Kyle Vassel (anfører) |
| 10  | Skotland   | AN       | Matty Kennedy         |
| 11  | Skotland   | AN       | Danny Armstrong       |
| 12  | Skotland   | MI       | David Watson          |

| Nr. | Land       | Position | Spiller        |
| --- | ---------- | -------- | -------------- |
| 19  | Skotland   | AN       | Bruce Anderson |
| 15  | Skotland   | MI       | Fraser Murray  |
| 17  | Skotland   | FO       | Stuart Findlay |
| 18  | Skotland   | AN       | Innes Cameron  |
| 20  | Skotland   | MM       | Robby McCrorie |
| 21  | Skotland   | FO       | Calvin Ramsay  |
| 22  | Nordirland | MI       | Liam Donnelly  |
| 23  | Wales      | AN       | Marley Watkins |
| 24  | Skotland   | AN       | Bobby Wales    |
| 16  | Skotland   | MI       | Kyle Magennis  |
| 31  | Skotland   | MI       | Liam Polworth  |

## Titler
- Scottish Premier League (1): 1965

- Skotske Pokalturnering (3): 1920, 1929 og 1997

## Historiske slutplaceringer
| Sæson     | Niveau | Liga         | Placering | Kilde  |
| --------- | ------ | ------------ | --------- | ------ |
| 2025–2026 | 1.     | Premiership  | .         | [ 2 ]  |
| 2024–2025 | 1.     | Premiership  | 9.        | [ 3 ]  |
| 2023–2024 | 1.     | Premiership  | 4.        | [ 4 ]  |
| 2022–2023 | 1.     | Premiership  | 10.       | [ 5 ]  |
| 2021–2022 | 2.     | Championship | 1.        | [ 6 ]  |
| 2020–2021 | 1.     | Premiership  | 11.       | [ 7 ]  |
| 2019–2020 | 1.     | Premiership  | 4.        | [ 8 ]  |
| 2018–2019 | 1.     | Premiership  | 3.        | [ 9 ]  |
| 2017–2018 | 1.     | Premiership  | 5.        | [ 10 ] |
| 2016–2017 | 1.     | Premiership  | 8.        | [ 11 ] |
| 2015–2016 | 1.     | Premiership  | 11.       | [ 12 ] |
| 2014–2015 | 1.     | Premiership  | 10.       | [ 13 ] |
| 2013–2014 | 1.     | Premiership  | 9.        | [ 14 ] |
| 2012–2013 | 1.     | Premiership  | 9.        | [ 15 ] |
| 2011–2012 | 1.     | Premiership  | 7.        | [ 16 ] |
| 2010–2011 | 1.     | Premiership  | 5.        | [ 17 ] |

## Kendte spillere
- Kris Boyd
- Steven Naismith
- Ally McCoist
- Ian Durrant
- Gary Holt

## Danske spillere
- Carl Bertelsen